# Amorphomyces hernandoi
Amorphomyces hernandoi är en svampart som beskrevs av Santam. 2000. Amorphomyces hernandoi ingår i släktet Amorphomyces och familjen Laboulbeniaceae.   Inga underarter finns listade i Catalogue of Life.